# Feedreader

Logo van feed.

Een feedreader is een computerprogramma dat of website die kan worden gebruikt om de webfeeds waarop men zich wil abonneren te verzamelen en te lezen. Er zijn er twee soorten feedreaders: online feedreaders en feedreaders die geïnstalleerd worden op een computer of mobiel apparaat. Deze laatste categorie bestaat als zelfstandige applicatie of als onderdeel van een e-mailclient of webbrowser.

## Mogelijke functies
Een feedreader heeft doorgaans ondersteuning voor de webfeedformaten RSS en Atom. Ondersteuning voor JSON Feed kan ook aanwezig zijn.
Een feedreader leest het feedbestand uit (gestructureerd tekstbestand) en vergelijkt met de vorige poging om te zien of er nieuwe artikels of nieuwsitems (nieuwe inhoud) beschikbaar zijn. Het interval waarin dit gebeurt bepaalt hoe snel een lezer (gebruiker) nieuwe items te zien krijgt. Dit verversen van feeds dient soms manueel te gebeuren.
Feedreaders bieden vaak de mogelijkheid om artikels of nieuwsitems te delen via integraties zoals e-mail en Facebook.

## Software

### Zelfstandige feedreader
- Akregator (Windows, Linux en Unix-achtig)
- Feedly (Android en iOS)
- Liferea (Linux en Unix-achtig)
- RSSOwl (Windows, macOS, Linux en Solaris)

### Browsers met feedreader
- Firefox (voormalig, toe te voegen met een add-on)
- IceApe
- SeaMonkey
- Vivaldi (in de mailmodule Vivaldi Mail)

### E-mailclient met feedreader
- Icedove
- Microsoft Outlook
- Mozilla Thunderbird

### Zelf te hosten, online diensten
- Tiny Tiny RSS

### Online diensten
Er zijn verschillende bedrijven die het uitlezen van webfeeds aanbieden als Software as a Service:
- Google Reader (stopgezet)
- Feedly
- Inoreader
- The Old Reader